# Strunkovice nad Blanicí
Městys Strunkovice nad Blanicí (německy Strunkowitz an der Flanitz) se nachází v okrese Prachatice v Jihočeském kraji. Žije zde přibližně 1 300 obyvatel.

## Místní části
- Strunkovice nad Blanicí
- Blanička
- Malý Bor
- Protivec
- Šipoun
- Svojnice
- Velký Bor
- Žíchovec

## Historie
První písemná zmínka o obci pochází z roku 1227.
Status městyse, navrácený obci 10. října 2006, byl udělen již v polovině 14. století. Právo užívat vlastní pečeť vydali Rožmberkové roku 1504.
V 19. století se pro Strunkovice ujalo lidové označení Mexiko, a to v souvislosti se skupinou strunkovických mužů, kteří se zúčastnili války v Mexiku a po návratu vyprávěli o svých zážitcích. Název se mezi místními používá dodnes; promítl se rovněž do jména florbalového týmu, tanečního souboru atd. 

## Významné osobnosti
Z obce pochází slavný rod Havlasů. Jeho nejznámějšími členy jsou hudební skladatel Quido Havlasa (1839–1909) a spisovatel Bohumil Havlasa (1852–1877). Ve 20. století vynikl mezi občany význačný atomový fyzik Dr. Jaroslav Pernegr (1924–1988). Významnou osobností Strunkovic nad Blanicí je čestný občan prof. Theodor Pártl (1933–2020), místní mlynář, středoškolský pedagog a sbormistr Pěveckého sboru jihočeských učitelek při Biskupském gymnáziu J. N. Neumanna v Českých Budějovicích, držitel stříbrné pamětní medaile předsedy Senátu Parlamentu ČR (2018).

## Pamětihodnosti
- Kostel svatého Dominika[8]
- Fara
- Pártlův mlýn[9]
- Strunkovická lípa, památný strom[10]
- Pomník padlým[11]

## Sport
- Letiště Strunkovice – Aeroklub Prachatice zde provozuje veřejné vnitrostátní letiště[12][13]